# دوري ساموا لكرة القدم 2006
دوري ساموا لكرة القدم 2006 هو موسم من دوري ساموا لكرة القدم. فاز فيه Vaivase-Tai FC ‏.